# Lil Keed
Lil Keed, nom de scène de Raqhid Jevon Render, né le 16 mars 1998 à Atlanta en Géorgie et mort le 13 mai 2022 à Los Angeles (Californie),, est un rappeur américain. Il avait signé chez YSL Records et 300 Entertainment.

## Biographie

### Jeunesse et débuts
Raqhid Render est né à Atlanta en Géorgie, il est le sixième d'une fratrie de sept enfants. Raqhid a grandi dans la même quartier que son concitoyen Young Thug. C'est après la mort de son ami proche Rudy que Lil Keed a commencé à prendre le rap au sérieux en 2016. Raqhid a cinq frères et une sœur ; il est le frère aîné du rappeur Lil Gotit.
Bien que ses parents se soient séparés très tôt, tous deux ont été présents dans l'éducation de Raqhid. Pendant son adolescence, Keed a travaillé brièvement à Subway et McDonald's. Étant proche du studio, il enregistrait de la musique presque quotidiennement. il a commencé à faire de la musique avec son jeune frère Semaja Render, en mettant des chansons en ligne et en enregistrant quelques succès régionaux en 2017. Lil Keed a également une fille nommée Naychur.

### Carrière

#### 2018:Trapped on Cleveland 2etKeed Talk to 'Em
Le 23 juillet 2018, Lil Keed a sorti son single Slatt Rock en featuring avec le rappeur Paper Lovee ainsi que sa mixtape Trapped on Cleveland 2,. En octobre 2018, Lil Keed et son jeune frère Lil Gotit ont participé à la chanson Heavy Metal du rappeur Lil Uzi Vert,,.
Le 12 décembre 2018, Lil Keed a sorti une autre mixtape, Keed Talk To Em, qui comprenait le single principal Nameless, ainsi que d'autres singles populaires tels que Balenciaga avec en feat 21 Savage,Red Hot featuring Trippie Redd. Keed Talk To 'Em contient également des featuring avec Lil Durk et Lil Yachty.

#### 2019:Long Live Mexico
Le 11 mars 2019, Lil Keed est apparu dans le single de Lil Gotit nommé Drop The Top,. Le 14 mars 2019, Keed a sorti la chanson Move It, avec l'artiste Offset du groupe Migos. Le 27 mars 2019, Lil Keed a été nommée pour la 10e place de la couverture du XXL Freshman.
Le 24 avril 2019, Lil Keed a sorti son single Oh My God.

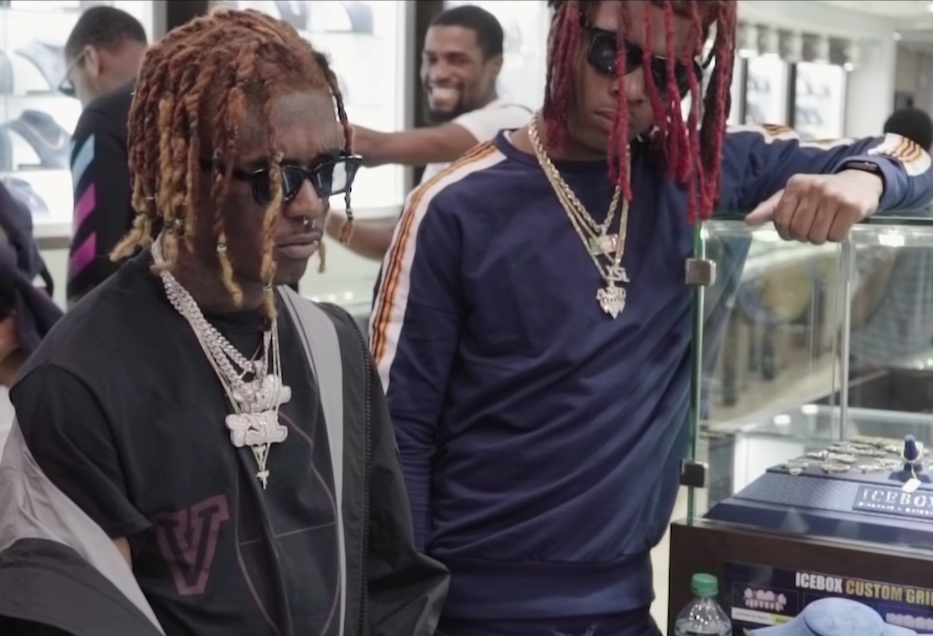
Lil Keed (à droite) et Lil Uzi Vert.

Le 6 mai 2019, Lil Keed sort le single Proud Of Me, avec Young Thug,, ce dernier et le single Oh My God sorti le 25 avril 2019 accompagnaient son prochain album Long Live Mexico. Keed a déclaré que l'idée derrière le titre de l'album lui avait été inspirée par son ami nommé Mexico qui est mort plus tôt dans l'année alors que Keed était en tournée avec Trippie Redd,.
Le 29 mai 2019, Keed sort son nouveau single Pull Up, avec Lil Uzi Vert et YNW Melly,. La chanson a été publiée par Young Thug's YSL Records et 300 Entertainment.
Le 13 juin 2019, Lil Keed sortison premier album studio Long Live Mexico. Des artistes tels que Gunna, Lil Uzi Vert, Roddy Ricch, YNW Melly et Young Thug ont participé à cet album. L'album a atteint la 26e place du Billboard 200 et la 11e place du Hot Rap Albums Chart, devenant ainsi le projet le plus important de sa carrière.
Le 18 juillet 2019, sort le nouveau single de Hoodrich Pablo Juan, Drip Babies, dans lequel Keed et Lil Gotit font leurs apparitions.
Le 23 juillet 2019, Lil Keed figure dans le single Undefeated de Future,,. Le même jour, il a sorti un clip vidéo pour son single HBS de l'album Long Live Mexico. Le clip est réalisé par Cole Bennett.
Le 14 août 2019, le clip vidéo du single de Lil Keed et Guap Tarantino Churches Peppers sort sur WorldStarHipHop.
Le 3 septembre 2019, Keed sort son single Saliva, produit par Mooktoven. Le 18 septembre 2019, Keed sort son single Swap It Out avec Lil Duke,.
Le 17 octobre 2019, un clip vidéo pour le single Brotherly Love, fruit de la collaboration entre Lil Gotit et Lil Keed, sorti sur le label Alamo Records.
Le 7 novembre 2019, 88GLAM et Lil Keed ont publié leur single collaboratif Bankroll. Le 27 novembre 2019, un clip vidéo pour le single Snake de Lil Keed est sorti,. Le 21 novembre 2019, un clip vidéo du single Trap Museum de Young Scooter et de Lil Keed est sorti au nom de WMG.
Le 6 décembre 2019, le single de Keed Accomplishments, réalisé en collaboration avec Lil Yachty et Zaytoven, sort en même temps qu'un clip vidéo.

#### 2020:Trapped on Cleveland 3
Le 11 janvier 2020, Lil Keed annonce la sortie de sa prochaine mixtape Trapped On Cleveland 3. Le 30 janvier 2020, le single de Keed A-Team (You Ain't Safe), en collaboration avec Lil Yachty, Lil Gotit et Zaytoven, est sorti. C'est le deuxième single de leur prochain album A-Team.

### Mort
Lil Keed est décédée le 13 mai 2022. Il a été confirmé que Lil Keed était décédé d'une insuffisance hépatique et rénale liée à l'éosinophilie. Après s'être plaint de douleurs à l'estomac et au dos, Lil Keed a été transporté à l'hôpital où il a subi une crise et est décédé le lendemain matin.

## Style musical
Selon XXL, le style de Keed est souvent comparé à celui de Young Thug, car les deux rappeurs ont grandi à Cleveland Avenue et Keed est signé chez YSL Records. Chicago Reader a décrit le style de Keed comme étant similaire à celui de Young Thug tout en incorporant un propre flow distinct a lui même.
Selon Pitchfork, Keed utilise des éléments du flow polyvalents de Young Thug comme base, en particulier, une voix aiguë.

### Influences
Selon une interview réalisée par WHTA Hot 107.9, Lil Keed a déclaré qu'il était inspiré par la musique de son voisin Young Thug mais aussi de Chingy, Peewee Longway, et Big Bank Black.

## Performances live
Lil Keed se produit au festival Rolling Loud le 11 mai 2019 à Miami, Floride sur la même scène que Young Thug, Chief Keef, Lil Wayne, et Comethazine. Il performe au Rolling Loud Festival à Oakland plus tard le 29 septembre 2019. Le 14 septembre 2019, Lil Keed et Lil Gotit se sont produits au théâtre The Novo à Los Angeles. Un autre rappeur, Drake était également présent sur scène aux côtés de Keed tout au long de la performance. Young Thug et Lil Duke ont également fait une brève apparition sur scène,.
Le 12 octobre 2019, Lil Keed se produit au festival Rolling Loud à New York,. Keed s'est également produit au festival A3C à Atlanta le 13 octobre 2019,,,. Le 27 octobre 2019, Keed s'est produit au festival Mala Luna à San Antonio, Texas,.

## Discographie

### Albums studio
| Titre            | Détails                                             | Positions atteint dans les charts | Positions atteint dans les charts |
| Titre            | Détails                                             | US                                | US R&B/HH                         |
| ---------------- | --------------------------------------------------- | --------------------------------- | --------------------------------- |
| Long Live Mexico | - Publié le: 14 juin 2019 - Label: YSL Records, 300 | 26                                | 11                                |

### Mixtapes
| Titre                  | Détails                                                 |
| ---------------------- | ------------------------------------------------------- |
| Trapped On Cleveland   | - Publié le: 5 février 2018                             |
| Slime Avenue           | - Publié le: 24 mars 2018                               |
| Trapped On Cleveland 2 | - Publié le: 23 juillet 2018 - Label: YSL Records, 300  |
| Keed Talk to 'Em       | - Publié le: 12 décembre 2018 - Label: YSL Records, 300 |
| Trapped On Cleveland 3 | - Publié le : 7 août 2020 - Label : YSL Records, 300    |